# 25 tháng 1
Ngày 25 tháng 1 là ngày thứ 25 trong lịch Gregory. Còn 340 ngày trong năm (341 ngày trong năm nhuận).

## Sự kiện
- 41 – Sau một đêm đàm phán, Viện nguyên lão chấp thuận Claudius là Hoàng đế La Mã.
- 1533 – Quốc vương Henry VIII của Anh bí mật kết hôn với vợ thứ Anne Boleyn.
- 1554 – Các thầy tu dòng Tên khánh thành nhà thờ Pateo do Collegio tại làng São Paulo dos Campos de Piratininga, nay được xem là mốc hình thành nên São Paulo, thành phố lớn nhất tại Brasil.
- 1575 – Nhà hàng hải người Bồ Đào Nha Paulo Dias de Novais thành lập São Paulo da Assumpção de Loanda, với hàng trăm người định cư và bốn trăm binh sĩ, được xem là mốc hình thành thủ đô Luanda của Angola.
- 1755 – Nữ hoàng Elizaveta của Đế quốc Nga ra sắc lệnh thành lập Đại học Quốc gia Moskva, nay là trường đại học lớn nhất và lâu đời nhất ở Nga.
- 1879 – Tại Osaka, Asahi Shimbun được phát hành lần đầu tiên, nay là nhật báo lớn thứ hai của Nhật Bản
- 1915 – Alexander Graham Bell mở đầu dịch vụ điện thoại xuyên lục địa Hoa Kỳ đầu tiên, ông nói chuyện từ New York đến Thomas A. Watson tại San Francisco.
- 1924 – Thế vận hội mùa đông đầu tiên được khai mạc tại Chamonix trên khu vực dãy Anpơ thuộc Pháp.
- 1942 – Chiến tranh thế giới thứ hai: Thái Lan tuyên chiến với Hoa Kỳ và Anh Quốc.
- 1945 – Chiến tranh thế giới thứ hai: Trận Ardennes trên Mặt trận phía Tây kết thúc với chiến thắng quyết định của lực lượng Đồng Minh trước quân Đức.
- 1949 – Giải thưởng phim truyền hình Emmy đầu tiên được tổ chức tại Câu lạc bộ thể thao Hollywood, song chỉ giới hạn tác phẩm trong khu vực Los Angeles.
- 1955 – Liên Xô kết thúc tình trạng chiến tranh với Đức theo một sắc lệnh của Đoàn chủ tịch Xô viết Tối cao.
- 1961 – Bộ phim Một trăm linh một chú chó đốm được phát hành tại các rạp.
- 1971 – Idi Amin Dada lãnh đạo một cuộc đảo chính phế truất Milton Obote và trở thành tổng thống của Uganda.
- 1980 – Mẹ Teresa được trao tặng giải thưởng dân sự cao nhất của Ấn Độ là Bharat Ratna.
- 1981 – Tuyên án vụ án "Tập đoàn phản cách mạng Lâm Bưu-Giang Thanh" (Tứ nhân bang), Giang Thanh bị tuyên án tử hình song hoãn thi hành án trong hai năm.
- 2004 – Mikheil Saakashvili bắt đầu nhiệm kỳ tổng thống Gruzia đầu tiên của ông.
- 2011 – Mở đầu loạt các cuộc biểu tình và phản đối ngoài đường phố và các hành vi bất tuân dân sự đã diễn ra tại Ai Cập.

## Sinh
- 1477 – Anne xứ Bretagne, Công tước xứ Bretagne và Vương hậu Pháp (m. 1514)
- 1627 – Robert Boyle, nhà hóa học người Ireland (m. 1691)
- 1736 – Joseph Louis Lagrange, nhà toán học và thiên văn học người Ý-Pháp (m. 1813)
- 1759 – Robert Burns, thi nhân người Scotland (m. 1796)
- 1829 – Ông Ích Khiêm, tướng lĩnh triều Nguyễn, tức ngày 21 tháng 12 năm Mậu Tý (m. 1884)
- 1832 – Paul Bronsart von Schellendorff, tướng lĩnh Phổ (m. 1891)
- 1843 – Hermann Amandus Schwarz, nhà toán học người Đức (m. 1921)
- 1870 – Helge von Koch, nhà toán học người Thụy Điển (m. 1924)
- 1874 – William Somerset Maugham, tác gia và nhà biên kịch người Pháp-Anh Quốc (m. 1965)
- 1882 – Virginia Woolf, tác gia và nhà phê bình người Anh Quốc (m. 1941)
- 1892 – Takagi Takeo, tướng lĩnh người Nhật Bản (m. 1944)
- 1913
  - Hoàng Hoa, chính trị gia người Trung Quốc (m. 2010)
  - Witold Lutosławski, nhà soạn nhạc và chỉ huy dàn nhạc người Ba Lan (m. 1994)
- 1915 – Ewan MacColl, ca sĩ, nhà sản xuất, diễn viên người Anh Quốc (m. 1989)
- 1917 – Ilya Prigogine, nhà hóa học người Nga, đoạt giải Nobel, tức 12 tháng 1 theo lịch Julius (m. 2003)
- 1928 – Eduard Shevardnadze, chính trị gia người Liên Xô-Gruzia, tổng thống của Gruzia
- 1933 – Corazon Aquino, chính trị gia người Philippines, tổng thống của Philippines (m. 2009)
- 1937 – Phêrô Nguyễn Văn Nho, giám mục người Việt Nam (m. 2003)
- 1938
  - Etta James, ca sĩ người Mỹ (m. 2012)
  - Vladimir Vysotsky, ca sĩ, diễn viên, thi nhân người Liên Xô (m. 1980)
- 1942 – Eusébio, cầu thủ bóng đá người Mozambique-Bồ Đào Nha (m. 2014)
- 1947 – Tostão, cầu thủ bóng đá người Brasil
- 1949 – Paul Nurse, nhà di truyền học và sinh vật học người Anh Quốc, đoạt giải Nobel
- 1950 – Jean-Marc Ayrault, chính trị gia người Pháp, thủ tướng của Pháp
- 1953 – Anphongsô Nguyễn Hữu Long, giám mục người Việt Nam
- 1978 – Charlene, Thân vương phi xứ Monaco
- 1980 – Xavi, cầu thủ bóng đá người Tây Ban Nha
- 1980 – Michelle McCool, đô vật người Mỹ
- 1981 – Alicia Keys, ca sĩ, diễn viên người Mỹ
- 1982 – Noemi, ca sĩ, nhạc sĩ người Ý
- 1984
  - Robinho, cầu thủ bóng đá người Brasil
  - Stefan Kießling, cầu thủ bóng đá người Đức
- 1985 – Hwang Jung Eum, diễn viên, ca sĩ người Hàn Quốc
- 1989 - Trang Pháp, nữ ca sĩ người Việt Nam
- 1999 – Hoàng Húc Hi, ca sĩ Trung Quốc, thành viên nhóm nhạc WayV/NCT (nhóm nhạc).
- Không rõ – Tonokawa Yūto, tác gia người Nhật Bản

## Mất
- 389 – Grêgôriô thành Nazianzô, giám mục và nhà thần học Đông La Mã (s. 329)
- 477 – Genseric, quốc vương của Hungary (s. 389)
- 844 – Giáo hoàng Grêgôriô IV (Latinh:Gregorius IV) (s. 827)
- 1067 – Triệu Thự, tức Tống Anh Tông, hoàng đế triều Tống, tức ngày Đinh Tị (8) tháng 1 năm Đinh Mùi (s. 1032)
- 1138 – Giáo hoàng đối lập Anaclêtô II (Latinh: Anacletus II)
- 1892 – Rudolf Walther von Monbary, tướng lĩnh Phổ (s. 1815)
- 1894 – Georg von der Gröben, tướng lĩnh Phổ (s. 1817)
- 1906 – Émile Boutmy, nhà khoa học chính trị và xã hội học người Pháp (s. 1835)
- 1933 – Hoàng Tích Chu, nhà báo người Việt Nam (s. 1897)
- 1947 – Al Capone, kẻ cướp người Mỹ (s. 1899)
- 1971 – Hermann Hoth, sĩ quan người Đức (s. 1885)
- 1990 – Ava Gardner, diễn viên người Mỹ (s. 1922)
- 2000 – Trầm Tử Thiêng, nhạc sĩ người Việt Nam-Mỹ (s. 1937)
- 2004 – Miklós Fehér, cầu thủ bóng đá người Hungary (s. 1979)
- 2005 – Philip Johnson, kiến trúc sư người Mỹ (s. 1906)
- 2010 – Ali Hassan al-Majid, sĩ quan quân đội và chính trị gia người Iraq (s. 1941)
- 2011 – Hà Ân, tác gia người Việt Nam (s. 1928)